# 斯泰因赫爾角
64°51′S 62°41′W / 64.850°S 62.683°W
斯泰因赫爾角是南極洲的海岬，位於葛拉漢地的丹科海岸，處於杜蒂耶角東南面9公里的安沃爾灣西岸，由比利時探險隊繪入地圖，現時由南極條約體系管理。